# 小行星3246
小行星3246（3246 Bidstrup）是一颗绕太阳运转的小行星，为主小行星带小行星。该小行星于1976年4月1日发现。
該小行星以丹麥漫畫家赫魯夫·畢斯特普命名。

## 轨道参数
小行星3246的轨道半长轴为3.1926312 UA，离心率为0.035。